# Vườn quốc gia Udegeyskaya Legenda
Vườn quốc gia Udegeyskaya Legenda (tiếng Nga: Удэгейская легенда) (còn được gọi là Udege Legend) là một vườn quốc gia nằm trên những khu rừng rụng lá phong phú của sườn phía tây Sikhote-Alin, thuộc Krasnoarmeysky, Primorsky, Primorsky, Viễn Đông Nga. Sikhote-Alin là một dãy núi chạy theo hướng bắc-nam qua Primorsky. Vườn quốc gia được thiết lập để bảo vệ môi trường sống của những thung lũng sông sườn dốc phía tây và hỗ trợ văn hóa rừng của người Udege bản địa. Khu vực này được biết đến với hoạt động câu cá và chèo thuyền trên sông suối. Nó cũng là nơi ẩn náu của loài hổ Amur đang bị đe dọa. Vườn quốc gia này nằm cách thành phố Vladivostok khoảng 520 km về phía tây nam và Khabarovsk 440 km về phía tây bắc. Khu vực biển Nhật Bản tương đối ấm áp ở phía đông, bán đảo Triều Tiên ở phía nam còn phía tây gần với biên giới Trung Quốc.

## Địa hình
Vườn quốc gia này nằm ở trung điểm giữa nhiều khu vực bảo vệ tự nhiên khác. Phía đông là Khu bảo tồn thiên nhiên Sikhote-Alin nằm ở sườn đông dãy núi và lưu vực sông Amur. Về phía nam là hai khu bảo tồn tự nhiên khác Vườn quốc gia Zov Tigra và Khu bảo tồn thiên nhiên Lazovsky, về phía bắc là Vườn quốc gia Anyuysky cùng một số khu bảo tồn khác. Địa hình dao động từ 180 mét ở các vùng đất thấp ven sông cho đến đỉnh núi đạt 1.330 mét.
Các con sông chảy trong khu vực này là sông Armu và sông Bolshaya Ussurka chảy về phía tây đổ vào sông Ussuri trước khi hòa vào dòng sông Amur đổ ra biển Okshotsk. Thung lũng sông chính của Ussurka chạy hướng về phía bắc-đông bắc, dọc theo đứt gãy Sikhote-Alin, nó có thể vượt qua bằng những chiếc thuyền nhỏ ở khu vực thấp hơn, với khúc sông cong và đầm lầy. Các thung lũng sông quanh co có độ dốc trung bình từ 10-15 nhưng thường là từ 15-25 độ. Ở thượng nguồn của dòng sông là những mỏn đá rất hiếm. Thung lũng sông Armu hai bên là là đá và dốc có nhiều ghềnh và thác nước.